# Samsung Galaxy J7 (2017)
Samsung Galaxy J7 (2017) (відомий в певних країнах як Samsung Galaxy J7 Pro) — Android-смартфон середнього рівня фірми Samsung Electronics, що входить у серію Galaxy J. Анонсований випуск в червні 2017 року, на європейському ринку телефон доступний з липня 2017 року.

## Технічні характеристики

### Зовнішній вигляд
Корпус та всі кнопки Samsung Galaxy J7 (2017) виконані повністю з металу за винятком пластикових смужок антен. Корпус нерозбірний. Екран займає 73.1% фронтальної панелі апарата. На передній панелі знаходиться фронтальна камера та датчик сканування відбитків пальців.
На ринку телефон доступний у 4 кольорах — чорний, голубий, золотий та рожевий.

### Апаратне забезпечення
Galaxy J7 (2017) обладнаний системою на кристалі Exynos 7870 з центральним  процесором, що має 8 ядер Cortex-A53 з тактовою частотою 1,6 ГГц, та графічним процесором Mali-T830.
Дисплей телефону Super AMOLED з діагоналлю 5,5" (1080 x 1920), співвідношенням сторін 16:9, щільність пікселів — 401 ppi. 
Це перший телефон серії J з Full HD екраном. Має олеофобне покриття. Захищений від пилу та вологи за стандартом IP54.
Внутрішня пам'ять апарата становить 16 ГБ, 32 ГБ або 64 ГБ залежно від конфігурації, а оперативна пам'ять — 3 ГБ. Є можливість розширення пам'яті завдяки карті пам'ять формату microSD до 256 ГБ.
Galaxy J7 (2017) має незнімний літій-іонний акумулятор об'ємом 3600 мА·год.
Основна камера - 13 МП (f/1.7) з автофокусом, LED-спалахом та режимом панорами. Записує відео Full HD.
Фронтальна камера 13 МП (f/1.9) із LED спалахом.

### Програмне забезпечення
Операційна система телефону — Android 7.0 (Nougat) з фірмовою оболонкою Samsung Experience 8.1.
Підтримує стандарти зв'язку: 2G GSM, 3G WCDMA, 4G LTE.
Бездротові інтерфейси: Wi-Fi 802.11 a/b/g/n/ac, Bluetooth 4.1 LE, NFC, ANT+
Samsung Galaxy J7 (2017) підтримує навігаційні системи: GPS (A-GPS), ГЛОНАСС, Бейдоу.
Смартфон має роз'єм Micro USB та роз'єм для навушників 3.5 мм.